# Eli Dasa
Elazar „Eli“ Dasa (hebräisch אליעזר (אלי) דסה; * 3. Dezember 1992 in Netanja) ist ein israelischer Fußballspieler. Er stammt aus einer Familie äthiopischer Juden.

## Karriere

### Verein
Dasa begann seine Karriere bei Beitar Jerusalem. Zur Saison 2010/11 rückte er in den Profikader des Hauptstadtklubs. Sein Debüt in der Ligat ha’Al gab er im August 2010, als er am ersten Spieltag jener Saison gegen Maccabi Netanja in der 56. Minute für Hen Azriel eingewechselt wurde. Im September 2010 stand er gegen Hapoel Be’er Scheva erstmals in der Startelf. Bis Saisonende kam er zu 18 Einsätzen in der höchsten israelischen Spielklasse. In der Saison 2011/12 kam er erneut zu 18 Ligaeinsätzen für Beitar.
Im September 2012 erzielte er bei einem 1:1-Remis gegen Hapoel Be’er Scheva sein erstes Tor in der Ligat ha’Al. In der Saison 2012/13 kam er insgesamt zu 25 Einsätzen, in denen er ein Tor erzielte. In der Saison 2013/14 kam er 20 Mal zum Einsatz, erzielte jedoch kein Tor. In der Spielzeit 2014/15 absolvierte er 32 Ligaspiele, in denen er zwei Tore machte.
Zur Saison 2015/16 wechselte Dasa zum Ligakonkurrenten Maccabi Tel Aviv. Im September 2015 kam er gegen Dynamo Kiew zu seinem ersten Einsatz in der UEFA Champions League, aus der er mit Maccabi jedoch als Letzter der Gruppe G in der Vorrunde ausschied. In der Liga kam Dasa in seiner ersten Saison beim Verein aus Tel Aviv zu 28 Einsätzen, in denen er zwei Tore erzielte. In der Saison 2016/17 nahm er mit dem Verein nach erfolgreicher Qualifikation an der UEFA Europa League teil. Wie auch in der Champions League blieb man jedoch auch in der Europa League erfolglos und schied bereits in der Vorrunde aus. Dasa kam in fünf von sechs Spielen zum Einsatz, lediglich das zweite Gruppenspiel gegen den Dundalk FC verpasste er gesperrt. In der Liga kam er in 31 Partien zum Einsatz und blieb dabei ohne Treffer.
In der Saison 2017/18 konnte er sich mit Maccabi ein zweites Mal in Folge für die Europa League qualifizieren, verletzungsbedingt kam er in dieser Spielzeit jedoch nur zu einem Einsatz. In der Liga kam er zu 18 Einsätzen, in denen er ein Tor erzielte. In der Saison 2018/19 scheiterte man an einer Europa-League-Qualifikation im Playoff an Sarpsborg 08 FF, allerdings konnte Dasa in jener Saison erstmals israelischer Meister werden. In der Meistersaison kam er zu 23 Einsätzen, in denen er zwei Tore erzielte. Nach dem Erfolg verließ er den Verein jedoch im Sommer 2019.
Nach mehreren Monaten ohne Verein wechselte Dasa im September 2019 in die Niederlande zu Vitesse Arnheim, wo er einen bis Juni 2022 laufenden Vertrag erhielt. Sein Debüt in der Eredivisie gab er im selben Monat, als er am achten Spieltag der Saison 2019/20 gegen den RKC Waalwijk in der 57. Minute für Bryan Linssen eingewechselt wurde. In seiner ersten Saison in den Niederlanden kam er zu zehn Einsätzen in der Eredivisie. In der Saison 2020/21 absolvierte er 30 Partien, in der Saison 2021/22.
Nach seinem Vertragsende in Arnheim wechselte er im September 2022 nach Russland zum FK Dynamo Moskau.

### Nationalmannschaft
Dasa absolvierte zwischen 2009 und 2011 mindestens zwei Spiele für die israelische U-19-Auswahl. Im November 2010 kam er gegen Belarus zu seinem ersten Einsatz für die U-21-Mannschaft. Bis September 2014 kam er für diese zu 22 Einsätzen.
Im März 2015 stand er gegen Wales erstmals im Kader der A-Nationalmannschaft. Sein Debüt gab er schließlich im September 2015, als er in der EM-Quali gegen Andorra in der Startelf stand.

## Erfolge
Maccabi Tel Aviv
- Israelischer Meister: 2018/19